# Filip
Filip eller Philip är ett mansnamn, av grekiska Philippos som betyder 'hästvän'. Under medeltiden användes formen Filpus. Den kvinnliga formen är Filippa.
I Sverige har namnet varit mycket populärt som dopnamn sedan 1980-talet. Mellan 1998 och 2001 pendlade Filip mellan första och andra plats på topplistan. Den 31 december 2013 fanns det totalt      40 814 män i Sverige med namnet Filip eller Philip, varav 28 558 med det som tilltalsnamn. År 2011 fick 614 pojkar namnet, varav 423 fick det som tilltalsnamn. Cirka två tredjedelar (17906) av dem som har Filip som tilltalsnamn stavar med F.
Namnsdag: i Sverige 2 maj. I den finlandssvenska namnsdagslängden har Filip namnsdag 8 mars sedan starten 1929, då en egen namnsdagskalender togs i bruk för finlandssvenskar.

## Personer med förnamnet Filip/Philip

### Kungliga personer

#### Sverige
- Filip, kung (död 1118)
- Filip, prins (död e. 1200), son till kung Erik den helige[5]
- Filip, prins (död 1251), son till kung Knut II
- Karl Filip, prins (1601-1622), son till kung Karl IX
- Carl Philip, prins (f. 1979), son till kung Carl XVI Gustaf

#### Belgien
- Philippe av Belgien

#### Danmark
- Filip Ferdinand, prins (1519-1520), son till kung Kristian II[6]

#### Frankrike
- Filip I
- Filip II
- Filip III
- Filip IV
- Filip V
- Filip VI

#### Makedonien
- Filip II
- Filip III

#### Spanien
- Filip I (Kastilien)
- Filip II (Filip I i Portugal)
- Filip III (Filip II i Portugal)
- Filip IV (Filip III i Portugal)
- Filip V
- Felipe VI

#### Storbritannien
- Prins Philip, hertig av Edinburgh

#### Tyska furstendömen
- Filip I, regerande lantgreve av Hessen, kallad den ädelmodige
- Filip av Schwaben

### Andra personer med förnamnet Filip
- Filippus, motpåve
- Carl Philipp Emanuel Bach, tysk tonsättare
- Filip Ericsson, svensk seglare, OS-guld 1912
- Filip Hammar, svensk författare, journalist och programledare i TV
- Filip Helander, svensk fotbollsspelare
- Philip Hone, amerikansk politiker
- Filip Johansson, fotbolls- och bandyspelare
- Philip Kirkorov,  bulgarisk-armenisk sångare, skådespelare, musikalartist och TV-personlighet
- Filip Knutsson (1200-talet), son till Knut Långe, avrättad av Birger jarl år 1251.
- Filip Knutsson (Aspenäsätten), död före 28 november 1335.
- Filip Kristensson, politiker (Fp), landshövding
- Phil Lynott, irländsk musiker och ledare för hårdrocksgruppen Thin Lizzy
- Philippe Pétain, fransk marskalk
- Philippe Petit, fransk lindansare
- Philip Roth, amerikansk författare
- Philip Sandblom, professor i kirurgi, universitetsrektor
- Philipp Scheidemann, tysk politiker, rikskansler
- Philip von Schantz, konstnär, målare och grafiker
- Filip Skoglund, bandyspelare
- Georg Philipp Telemann, tysk tonsättare
- Philip Zandén, svensk skådespelare och regissör

### Fiktiva personer med förnamnet Filip
- Filip, rockvaktmästare i Ragnar Josephsons drama Kanske en diktare från 1932

## Olika stavningar
Nedan följer en lista över olika stavningar av namnet Filip. Siffran inom parentes anger antalet personer i Sverige med den stavningen (31 december 2013).
- Filip (25229)
- Philip (15629)
- Phillip (293)
- Filiph (274)
- Philipp (197)
- Fhilip (78)
- Filipp (33)
- Philiph (18)
- Fillip (15)
- Phillipp (2)
- Fiilip (1)
- Fillipp (1)